# Jõhvi (stad)
Jõhvi is een stad in het noordoosten van Estland. Het is de hoofdstad van de provincie Ida-Virumaa. Jõhvi behoort sinds 2005 tot de gelijknamige gemeente. Jõhvi zelf telde als afzonderlijke stadsgemeente in 2005 11.533 inwoners en had een oppervlakte van 7,6 km². Op 1-1-2024 telde de plaats 10.880 inwoners.
Tussen 1960 en 1991 maakte Jõhvi deel uit van de naburige, meerkernige stad Kohtla-Järve, waarvan het tot 1977 ook het bestuurscentrum was.

## Bevolking
Jõhvi wordt door de Estische bevolking weleens beschouwd als de 'echte grens' van Estland: alle steden meer naar het oosten doen uitgesproken Russisch aan en hebben een nog groter aandeel niet-Esten onder hun inwoners. Op 31 december 2021 was de bevolkingssamenstelling van Jõhvi aldus:
|            | aantal | percentage |
| ---------- | ------ | ---------- |
| Totaal     | 10.482 | 100,0%     |
| Russen     | 5.797  | 55,3%      |
| Esten      | 3.635  | 34,7%      |
| Oekraïners | 285    | 2,7%       |
| Wit-Russen | 279    | 2,7%       |
| Overig     | 486    | 4,6%       |

## Bezienswaardigheden

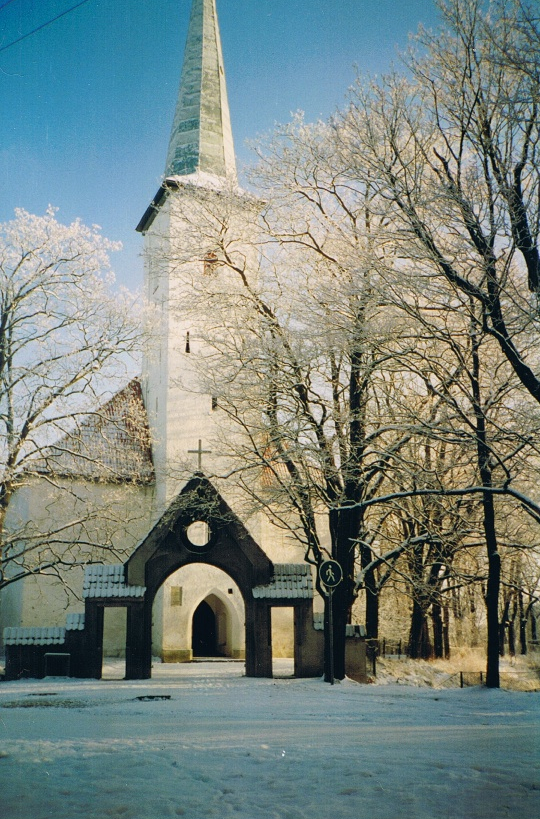
Jõhvi: Michaelskerk

Jõhvi is een echte handelsstad, maar er zijn ook enkele historische bezienswaardigheden.
De Michaelskerk (Mihkli kirik) ligt in het centrum van de stad en werd oorspronkelijk gebouwd in 1364, maar tijdens de Lijflandse Oorlog in de 16e eeuw verwoest. De huidige kerk is een reconstructie uit 1728-1732. In de kerk is een museum ondergebracht over de geschiedenis van de kerk.
In Jõhvi bevindt zich tevens een orthodoxe kerk, de Kerk van de Doop Christi (Issanda Ristimise kirik) uit 1895. Patriarch Alexius II van Rusland was hier in de jaren 50 van de 20e eeuw priester.
In de omgeving van de stad zijn archeologische vondsten gedaan, die ook te bezichtigen zijn.

## Knooppunt
Bij Jõhvi takt de hoofdweg Põhimaantee 3 (van Jõhvi naar de Letse grens) af van de Põhimaantee 1 (van Tallinn naar Narva). Ook de Tugimaantee 33, de secundaire weg van Jõhvi naar Kose, begint bij Jõhvi. Ten oosten van Jõhvi takt de Tugimaantee 32 naar Vasknarva van de Põhimaantee 1 af. Bij Kose komen de beide secundaire wegen samen. Jõhvi heeft ook een station aan de spoorlijn Tallinn - Narva.
Ten zuiden van de stad ligt een dorp dat ook Jõhvi heet. Doorgaans wordt het Jõhvi küla (Jõhvi-dorp) genoemd om het te onderscheiden van de stad.